# Gabriel Richard
Gabriel Richard (n. 15 octombrie 1767, Saintes, Poitou-Charentes, Franța – d. 13 septembrie 1832, Detroit, Michigan, SUA) a fost un preot catolic francez, matematician, fondator al Universității din Michigan.

## Viața
În anul 1792 a emigrat din Franța revoluționară în Baltimore, unde episcopul John Carroll i-a încredințat o misiune în Teritoriul de Nord-Vest. Începând cu anul 1798 a activat la Detroit, unde a reușit deschiderea unei școli în 1804. Aceasta a fost distrusă de incendiul care a afectat orașul în anul  1805.